# Eucharis bedeli
Eucharis bedeli är en stekelart som först beskrevs av Cameron 1891.  Eucharis bedeli ingår i släktet Eucharis och familjen Eucharitidae. Inga underarter finns listade i Catalogue of Life.